# نهشت (علوم جوی)
در فیزیک هواپخش‌ها، نهشت (انگلیسی: Deposition) فرایندی است که طی آن ذرات معلق هواپخش، خود را روی سطوح جامد گردآوری کرده یا رسوب دهند که این فرایند باعث کاهش غلظت ذرات در هوا می‌شود. فرایند نهشت را می‌توان به دو فرایند فرعی تقسیم کرد: نهشت خشک و نهشت تر. نرخ نهشت که سرعت نهشت نیز نامیده می‌شود، برای ذرات با اندازه متوسط در کندترین مقدار است. سازوکار فرایندهای نهشت برای ذرات بسیار کوچک یا بسیار بزرگ موثرتر هستند. ذرات بسیار بزرگ به سرعت از طریق فرایندهای رسوب‌گذاری یا فشردگی هواپخش‌ها ته‌نشین می‌شوند، در حالی که حرکت براونی بیشترین تأثیر را روی ذرات کوچک دارد. این وضعیت به دلیل آن است که ذرات بسیار کوچک در چند ساعت منعقد می‌شوند تا زمانی که به قطر ۰٫۵ میکرومتر برسند. با رسیدن به این اندازه، ذرات دیگر منعقد نمی‌شوند. این فرایند تأثیر زیادی در مقدار PM-2.5 موجود در هوا دارد.